# 曾集镇
曾集镇，是中华人民共和国湖北省荆门市沙洋县下辖的一个乡镇级行政单位。

## 行政区划
曾集镇下辖以下地区：
古椿社区、金桥社区、烟庙村、民主村、曾集村、范店村、孙店村、龚庙村、太山村、万里村、曾巷村、张港村、柴集村、官集村、张池村、雷都村、蔡庙村、金鸡村、陈闸村、团结村、雷巷村、肖堰村、青桥村和六冢村。